# Stevan V. Popović
Stevan V. Popović (szerbül: Стеван В. Поповић, magyarul: Popovics Vazul István) (Óbecse, 1844. szeptember 21. – Zimony, 1918. február 8.) magyarországi szerb kulturális szervező és hosszú ideig a budapesti Tökölyanum igazgatója volt.

## Életrajza
Gazdag családban született, apját Vászának, anyját Szofijának hívták. Iskoláját Karlócán végezte el, ahol nagyon sikeres volt. 6 osztályt végzett el a gimnáziumból, majd Pestre került, ahol még 2 évet járt, majd a pesti egyetemre vették fel joghallgatónak. 1861–1867 között kadét volt a budapesti Tökölyanumban, ahol tagja volt a Preodnica (Előőrs) irodalmi társaságnak és az Egyesült Szerb Fiataloknak.
1862-ben Szent Száva ünnepnapján a Tökölyanumban megjelent Karađorđević Sándor herceg is, aki akkor Pesten élt száműzetésben. Ezen a napon beszédet tartott Stevan V. Popović, akit a résztvevők megtapsoltak a beszédéért. Sándor herceg elégedett volt pedagógiai munkájával, és erről 1870. január 7-én Bécsben elismerő oklevelet állított ki.
Miután a jogi tanulmányait befejezte, a Budai Szerb Nemzeti Iskola támogatója lett, de 1871-ben kinevezték a Budai Szerb Ortodox Egyházmegye tanfelügyelőjévé.
Első volt a szerb irodalmárok között, aki a gyermekeknek gyűjteményt adott ki Pesten 1872-ben Verskoszorú címmel, majd megalapította a Gyerekvilág Könyvtárat.
A magyar és a horvát parlament képviselője is volt. Királyi tanácsos 1899-ben lett, aztán nemesi címet kapott (Fruskagórai), de később még magasabb pozícióba került, 1909-ben udvari tanácsos lett. Mint a Monarchia állampolgára és szerb nemzetiségű, ki akarta békíteni a két állam közti ellentétet és a monarchiai szerbeknek jogokat próbált elérni.
Stevan V. Popović verseket és történeteket írt a gyerekeknek, de ismert a szerb kiadói és újságírói munkáiról is. Ezenkívül kalendáriumokat és antológiákat is írt a Monarchia szerb gyerekeinek.
Justina Kukinnal kötött házasságot Szentendre mellett. Három gyermekük született: Ljubica, Pera és Laza. Ljubica és Pera korán meghalt, Laza szép orvosi karriert futott be.
1882-ben a Tökölyanum igazgatója lett. Čika Steva (Sztévó bácsi), ahogy őt hívták, haláláig, 1918. február 6-ig gondoskodott a Budapesten tanuló szerb egyetemisták otthonáról.

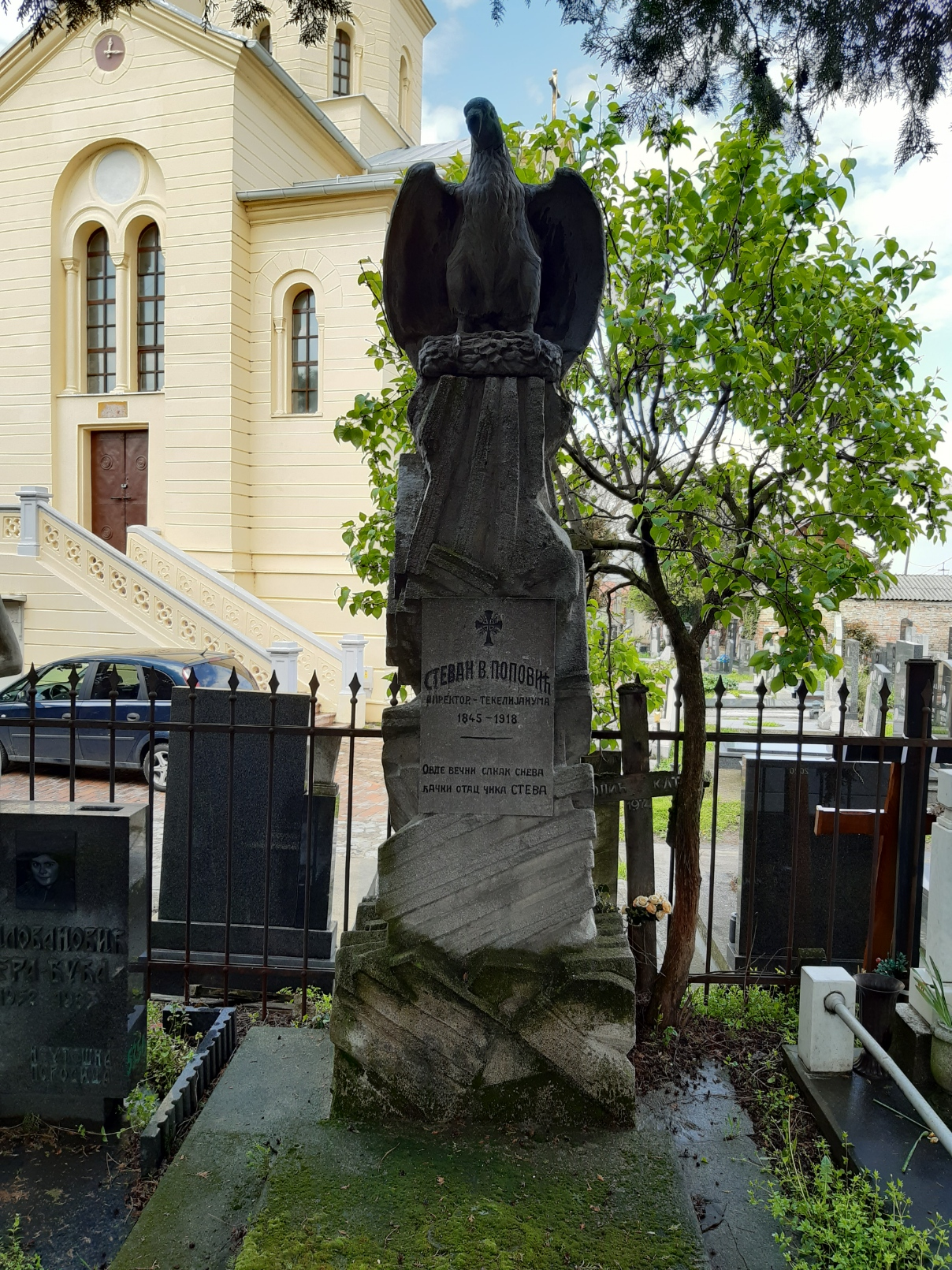
Síremléke a zimonyi temetőben

## Újságok
- Radovan (1876, Újvidék) (gyermekeknek)
- A háborús krónika illusztrációja (1877, Újvidék)
- Szerb Illusztrációs Újság (1881-1882, Újvidék)
- Mező (hetilap)

## Kalendáriumok
- Sas (1875-1904, Újvidék)
- Cárfi (kis kalendárium képekkel) (1878-1894, Újvidék)
- Nemzeti barát (képes kalendárium) (1915, Budapest)